# Camaldoli (Campagna)
Camaldoli is een plaats (frazione) in de Italiaanse gemeente Campagna (SA).